# 922 Baza Lotnicza
922 Baza Lotnicza odznaczona Orderem Czerwonego Sztandaru (ros. 922-я авиационная Краснознамённая база) – samodzielny związek taktyczny Sił Zbrojnych Federacji Rosyjskiej w ramach Zachodniego Okręgu Wojskowego; podlegał 1. Dowództwu Sił Powietrznych i Obrony Przeciwlotniczej.
Siedzibą sztabu i dowództwa brygady jest Puszkin.